# Cameron Mason
Cameron Mason, né le 18 août 2000 à Linlithgow en Écosse, est un coureur cycliste britannique. Il participe à des compétitions de cyclo-cross, de VTT et de cyclisme sur route. Il est notamment vice-champion d'Europe de cyclo-cross en 2023.

## Biographie
Cameron Mason est issu d'une famille de passionnés de cyclisme. Il découvre les courses de cyclo-cross dans son Écosse natale. Au début de sa carrière, il se fait connaître grâce à ses vidéos sur YouTube, qui sont visionnées des millions de fois. Il pratique le VTT en été et le cyclo-cross en hiver.
Principalement actif dans les courses britanniques au cours de ses années juniors, il commence à obtenir des résultats lors de la Coupe du monde de cyclo-cross espoirs à partir de la saison 2019-2020. La saison suivante, il remporte son premier succès significatif avec la médaille de bronze du championnat d'Europe de cyclo-cross espoirs. En 2021-2022, il remporte l'Ambiancecross lors de la Coupe du monde espoirs et devient champion de Grande-Bretagne de cyclo-cross espoirs.
En 2022 et 2023, il réalise des saisons de VTT plus longues qu'auparavant, avec une participation à la Coupe du monde de VTT et au Cape Epic 2022 en Afrique du Sud. Dans cette discipline, il est champion de Grande-Bretagne de cross-country marathon en 2023 et vice-champion de Grande-Bretagne de cross-country. Il consacre également plus de temps aux courses gravel. En cyclo-cross, il décroche une médaille d'argent surprise aux championnats d'Europe 2023 et devient champion de Grande-Bretagne en 2023 et 2024.
En 2024, il quitte l'équipe Trinity Racing pour rejoindre l'équipe Alpecin-Deceuninck Development pour la route et Cyclocross Reds pour le cyclo-cross.

## Palmarès en cyclo-cross
- 2017-2018
  - Classement général du National Trophy Series juniors
- 2019-2020
  - 3e du championnat de Grande-Bretagne de cyclo-cross
  - 6e du Superprestige espoirs
  - 8e du championnat du monde de cyclo-cross espoirs
- 2020-2021
  -  Médaillé de bronze du championnat d'Europe de cyclo-cross espoirs
- 2021-2022
  -  Champion de Grande-Bretagne de cyclo-cross espoirs
  - National Trophy Series #5, Gravesend
  - Coupe du monde de cyclo-cross espoirs #3, Ambiancecross
  - 2e du championnat de Grande-Bretagne de cyclo-cross
  - 4e de la Coupe du monde de cyclo-cross espoirs
  - 5e du championnat du monde de cyclo-cross espoirs
  - 5e du X²O Badkamers Trofee espoirs
  - 6e du championnat d'Europe de cyclo-cross espoirs
- 2022-2023
  -  Champion de Grande-Bretagne de cyclo-cross
  - National Trophy Series #2, Falkirk
  - 9e du championnat du monde de cyclo-cross espoirs
- 2023-2024
  -  Champion de Grande-Bretagne de cyclo-cross
  -  Médaillé d'argent du championnat du monde de cyclo-cross en relais mixte
  -  Médaillé d'argent du championnat d'Europe de cyclo-cross
  -  Médaillé d'argent du championnat d'Europe de cyclo-cross en relais mixte
- 2024-2025
  -  Champion de Grande-Bretagne de cyclo-cross

## Palmarès en VTT

### Championnats de Grande-Bretagne
- 2018
  - 3e du cross-country juniors
- 2022
  - 3e du cross-country short track
- 2023
  -  Champion de Grande-Bretagne de cross-country marathon
  - 2e du cross-country

## Palmarès sur route
- 2025
  -  Champion de Grande-Bretagne du critérium[5]
  - 3e du Sheffield Grand Prix